# Gabinete de Protocolo, Relações Públicas e Assuntos Externos
O Gabinete de Protocolo, Relações Públicas e Assuntos Externos (GPRPAE) (em chinês: 禮賓公關外事辦公室) criou-se em 1 de Setembro de 2012 e é subordinado ao Gabinete do Chefe do Executivo da Região Administrativa Especial Macau da República Popular da China e tutelado pelo Chefe do Executivo. Está responsável pela asseguração a organização do protocolo do Governo da Região Administrativa Especial de Macau, bem como a gestão dos assuntos consultares não inerentes à política externa. 

## Competências
- Planear e preparar as actividades oficiais do Chefe do Executivo na RAEM ou no exterior;
- Coordenar a recepção e a estada de delegações de nível ministerial ou superior, nacionais ou do exterior, e de personalidades em visita à RAEM, quando determinado pelo Chefe do Executivo;
- Assegurar a gestão dos assuntos não inerentes à política externa dos postos consulares e outras missões oficiais de países estrangeiros na RAEM ou na Região Administrativa Especial de Hong Kong, bem como manter a respectiva comunicação;
- Apoiar o tratamento dos cartões de identificação dos agentes diplomáticos e funcionários consulares;
- Apoiar as actividades de cooperação e intercâmbio internacionais entre os diversos serviços do Governo da RAEM e organizações internacionais;
- Coordenar a organização de audiências, reuniões, recepções e actos solenes do Chefe do Executivo na RAEM;
- Coordenar o planeamento e organização de eventos de grande envergadura do Governo da RAEM, quando determinado pelo Chefe do Executivo[1].

## Legislação Orgânica
- Despacho do Chefe do Executivo n.º 233/2012[2]
  - Cria o Gabinete de Protocolo, Relações Públicas e Assuntos Externos.
- Despacho do Chefe do Executivo n.º 161/2020[3]
  - Prorroga a duração do Gabinete de Protocolo, Relações Públicas e Assuntos Externos.

## Composição
O Gabinete de Protocolo, Relações Públicas e Assuntos Externos é orientado por um coordenador, coadjuvado por dois coordenadores-adjuntos. 
O apoio logístico ao funcionamento do Gabinete de Protocolo, Relações Públicas e Assuntos Externos é assegurado pelos Serviços de Apoio da Sede do Governo.